# Колиниченко, Алексей Николаевич
Алексей Николаевич Колиниченко (укр. Олексій Миколайович Колініченко; 16 марта 1932 года, Широкая Балка — 6 октября 2010 года, Москва) — политработник советских Вооружённых Сил, генерал-полковник (1988).

## Биография
В Вооружённых Силах СССР с августа 1952 года. Окончил Одесское пехотное училище имени К. Е. Ворошилова в 1955 году. Во время учёбы активно участвовал в комсомольской работе, поэтому по окончании училища он был направлен на политработу, а не на командные должности. С 1955 по 1963 годы служил в частях Одесского военного округа на должностях помощника по комсомольской работе в политотделах батальона, полка, дивизии и в политическом управлении штаба округа.
Окончил Военно-политическую академию имени В. И. Ленина в 1966 году (кроме того, он окончил Одесский государственный университет имени И. И. Мечникова). С 1966 по 1973 годы — заместитель начальника политического отдела дивизии, начальник политотдела — заместитель командира бригады по политической части, начальник политотдела — заместитель командира дивизии по политической части, армии, с 1973 — первый заместитель начальника политического отдела армии, с 1975 года — член Военного совета — начальник политического отдела армии.
С 1979 года — первый заместитель начальника политуправления Дальневосточного военного округа. С 1984 года — член Военного совета — начальник политуправления Белорусского военного округа. С 1987 года — член Военного совета — начальник политуправления Главного командования войск Дальнего Востока. С декабря 1989 по декабрь 1990 года — член Военного совета — начальник политуправления Западной группы войск на территории Германии.
Член КПСС. Народный депутат СССР от Железнодорожного национально-территориального избирательного округа № 514 Бурятской АССР (1989—1991). Член Центральной контрольной комиссии КПСС (1990—1991).
В 1991 году назначен начальником Военно-политической академии имени В. И. Ленина (Москва). В условиях отказа от руководящей роли КПСС и упразднения политических органов в Вооружённых Силах, а затем и распада СССР академия в соответствии с распоряжением Президента СССР от 7 декабря 1991 года и приказом Главнокомандующего ОВС СНГ 24 января 1992 года была переименована в Гуманитарную академию Вооружённых Сил Российской Федерации. Учебный процесс был переориентирован на подготовку помощников (заместителей) командиров по воспитательной работе, специалистов военно-гуманитарного профиля (политологов, психологов, социологов, культурологов, журналистов и др.) для укомплектования воспитательных органов соединений и объединений; преподавателей гуманитарных дисциплин для военных вузов. Первым начальником Гуманитарной академии стал А. Н. Колиниченко, соответственно, он же и вошёл в историю как последний начальник Военно-политической академии имени В. И. Ленина.
В октябре 1992 года был освобождён от должности начальника академии и находился в распоряжении Министра обороны Российской Федерации. В июне 1993 года уволен в отставку как достигший предельного возраста пребывания на военной службе.
Жил в Москве. Скончался 6 октября 2010 года. Похоронен на Троекуровском кладбище.

## Награды
- орден Мужества
- орден Красной Звезды
- ордена «За службу Родине в Вооружённых Силах СССР» II и III степеней
- орден «Знак Почёта»
- медали СССР

Иностранные награды
- Медаль «60 лет Вооруженным силам МНР» (Монголия, 29.12.1981)
- Медаль «20-я годовщина Революционных Вооружённых сил Кубы» (Куба, 1976)
- Медаль «30-я годовщина Революционных Вооружённых сил Кубы» (Куба, 24.11.1986)

## Высшие воинские звания
А. Н. Колиниченко были присвоены следующие высшие воинские звания:
- Генерал-майор (28.10.1976)
- Генерал-лейтенант (17.02.1982)
- Генерал-полковник (27.10.1988)